# 桐生助綱
桐生 助綱（きりゅう すけつな、永正9年（1512年） - 永禄13年（1570年））は、上野国の戦国大名。桐生真綱の子。柄杓山城の領主。祐綱、直綱とも呼ばれる。養子は桐生親綱（同族の佐野昌綱の子）。

## 生涯
永正9年（1512年）、上野国東部の桐生地方を治めた戦国大名・桐生真綱の子として誕生。桐生氏は藤原北家秀郷流足利氏族にあたる。
助綱は桐生氏歴代当主の中でも傑出した人物であったといわれ、天文元年（1531年）には仁田山赤萩地方を回復、さらに無位無官の浪人であった有能な里見勝広（安房里見氏一族、実堯あるいは義弘の末裔とする）を仁田山赤萩城の主として取り立てた。天文13年（1544年）には細川内膳と膳因幡守を打ち破り勢力を拡大。ここに桐生氏は最盛期を迎えることになる。
永禄3年（1560年）に越後国の長尾景虎（後の上杉謙信）が関東管領・上杉憲政を擁して関東に侵攻するとこれに従い、近衛前嗣・上杉憲政の警固にあたり、のちに京都に帰った前嗣から丁重な謝辞を贈られている。しかし、永禄9年（1566年）頃に近隣の新田金山城主・由良成繁の勧めもあって、小田原の北条氏康の傀儡である古河公方・足利義氏方に転じた。
永禄13年（1570年）5月に死去。享年59。